# عبدالله مستوفی
عبدالله مستوفی (۱۲۵۷–۱۳۲۹) دیپلمات و دولتمرد اواخر عصر قاجار و اوایل پهلوی بود.
او از خاندان مستوفیان گرکانی بود که از زمان آقامحمدخان قاجار به عنوان مستوفی مشغول به فعالیت بودند. پدر او میرزا نصرالله و برادرش میرزا محمود وزیر بود.
وی ساکن محله  عودلاجان  نزدیک گذر سرچشمه در خانه ای واقع در بین کوچه مسجد حاج شیخ عبدالنبی (فیروزکوهی) و کوچه حمام کوچکه (بحر العلوم) بود. وی در کودکی نزد میرزا رضای کلهر خط نستعلیق را آموخت. در سن ۲۲ سالگی (۱۳۱۷ قمری) وارد مدرسه سیاسی شد. این مدرسه توسط میرزا حسن خان مشیر الملک (فرزند میرزا نصرالله مشیرالدوله) تأسیس شده بود. بعد از چهار سال از مدرسه سیاسی فارغ‌التحصیل شده و به استخدام وزارت خارجه درآمد و به عنوان مأمور سیاسی به سن پترزبورگ فرستاده شد. وی در سفر مشیرالملک (فرستاده ویژه مظفرالدین شاه برای اعلام جلوس شاه جدید) به اروپا همراه وی بود. دانش وی در زمینه امور مالی مورد توجه مورگان شوستر قرار گرفت و توسط وی به عنوان رئیس اداره مالیاتهای مستقیم منصوب شد. وی در سال ۱۳۳۰ قمری توسط مسیو مرنار بلژیکی رئیس مالیه (جانشین مورگان شوستر) برای حل مشکل نان شهر تهران به عنوان رئیس اداره ارزاق تهران برگزیده شد. وی با سازماندهی یک سیستم سهیمه بندی و نظارت در تهیه و توزیع آرد و نان و همچنین وارد کردن آرد از روسیه توانست مشکل کمبود نان را که بدون بروز قحطی رخ داده بود و ناشی از سو تدبیر در توزیع آرد بود حل کند.
وی در سال ۱۳۳۲ قمری به علت بروز اختلاف با مرنار و نیز دخالت و کارشکنی عین الدوله در کار نان تهران از خدمت در خزانه استعفا داد. بعد از استعفا مدتی مقالاتی انتقادی بر علیه مرنار و خزانه داری کل در روزنامه ای به نام ارشاد منتشر می‌کرد.
بعد از تاجگذاری احمدشاه و روی کار آمدن کابینه محمدولی‌خان تنکابنی (سپهسلار خلعتبری) وی به ریاست اداره ممیزی ایالت تهران برگزیده شده. در این دوران وی عملیات نقشه‌کشی و ممیزی برخی از دهات و زمینهای کشاورزی مهم اطراف تهران (در ناحیه ورامین و دماوند) را برای نخستین بار با متد جدید (کاداستر) به کمک چند نفر از فارغ التحصیلان دارالفنون انجام داد. در سال ۱۳۳۴ قمری مأمور رفع مشکل آفت سن در ورامین شد. وی با سازماندهی سازو کاری برای خرید سن و همچنین سوزاندن بوته‌هایی که در کوه‌های مجاور ورامین محل تولید مثل سن بود توانست این آفت را برای مدتی به شدت کاهش دهد.
از سال ۱۳۰۶ تا ۱۳۱۳ با سمتهای مختلف در وزارت عدلیه مشغول به خدمت بود و در این مدت در فواصلی دارای سمتهای رئیس محکمه تجارت تهران، رئیس استیناف فارس، رئیس عدلیه اصفهان و رئیس عدلیه آذربایجان بود. از سال ۱۳۱۳ تا ۱۳۱۶ رئیس اداره ثبت تهران بود و در سال ۱۳۱۸ به مدت حدود یکسال استاندار آذربایجان شرقی بود. وی در سال ۱۳۲۴ بازنشسته شد و شروع به نوشتن کتاب خاطرات خود کرد که تا انتهای سال ۱۳۲۵ نوشته و تکمیل شد.

## زندگی سیاسی
مستوفی ابتدا به عنوان کارمند وزارت امور خارجه در کنسولگری ایران در روسیه کار می‌کرد، اما پس از استبداد صغیر به اشتغال او در این وزارت خانه پایان داده شد. در در دوران صدراعظمی عین‌الدوله رئیس نان تهران بود و در اثر بلوای نان ناچار از کناره‌گیری شد. در دوران رضاشاه به استانداری آذربایجان رسید و مدتی با سرلشکر محمد شاه‌بختی که فرمانده لشکر آذربایجان بود درگیری داشت که منجر به بازخواست هردو آنان گردید.
در بازگشت به تهران به ریاست اداره کل ثبت اسناد و املاک منصوب شد. او مؤلف اثر سه جلدی شرح زندگانی من (انتشارات زوار تهران) است. او همچنین مترجم چندین کتاب از زبان فرانسه به فارسی از جمله «انقلاب کبیر فرانسه» تألیف مینیه است.

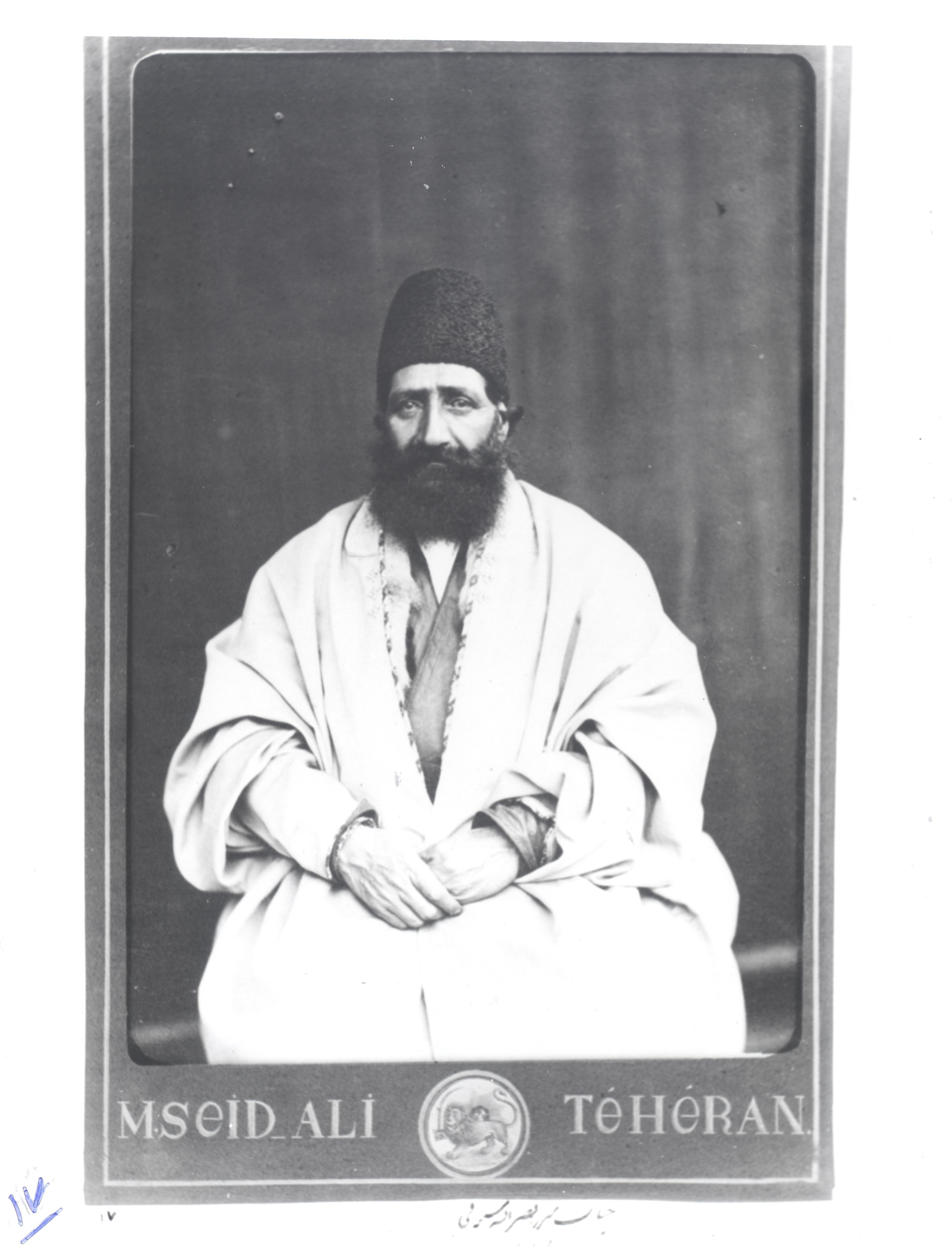
میرزا نصر الله مستوفی